# Bălăușeri
Bălăușeri (in ungherese Balavásár, in tedesco Bladenmarkt) è un comune della Romania di 5027 abitanti, ubicato nel distretto di Mureș, nella regione storica della Transilvania. 
Il comune è formato dall'unione di 6 villaggi: Bălăușeri, Agrișteu, Chendu, Dumitreni, Filitelnic, Senereuș.
Monumento di un certo interesse è la chiesa protestante riformata, progettata dall'architetto ungherese Károly Kós